# سامسونگ کپتیویت گلاید
سامسونگ کپتیویت گلاید (به انگلیسی: Samsung Captivate Glide) از گوشی‌های ساخت شرکت سامسونگ می‌باشد. اندروید این گوشی به صورت پیشفرض نسخه ۲٫۳ و قابل ارتقاء به ۴٫۰٫۴ می‌باشد. حافظه داخلی آن ۸ گیگابایت همراه با یک گیگابات رم می‌باشد که در سال ۲۰۱۱ وارد بازار شد.

## مشخصات

### دوربین
دوربین اصلی این گوشی ۸ مگاپیکسل (3264x2448 پیکسل) با قابلیت‌های فوکوس اتوماتیک، فلش LED، ثبت اطلاعات مکانی (geo-tagging), فوکوس لمسی (touch focus), face&تشخیص لبخند، فیلم برداری 720p با سرعت ۳۰ فریم در ثانیه و دوربین ثانویه ۱٫۳ مگاپیکسل می‌باشد.

### ابعاد
ابعاد کلی آن 124x64x13 میلی‌متر و وزن ۱۴۷ گرم با صفحه نمایش لمسی خازنی Super AMOLED, با ۱۶ میلیون رنگ با اندازه 480x800 پیکسل، ۴٫۰ اینچ (در حدود ۲۳۳ پیکسل در هر اینچ) است.

### دیگر امکانات
- پشتیبانی از شبکه‌های ۲جی و ۳جی
- ۸ گیگابایت حافظه داخلی، ۱ گیگابایت RAM, با ۱ گیگابایت ROM
- پشتیبانی از شبکه‌های وای-فای، بلوتوث و ان اف سی
- پشتیبانی از کارت حافظه جانبی تا ۳۲ گیگابایت

## نگارخانه

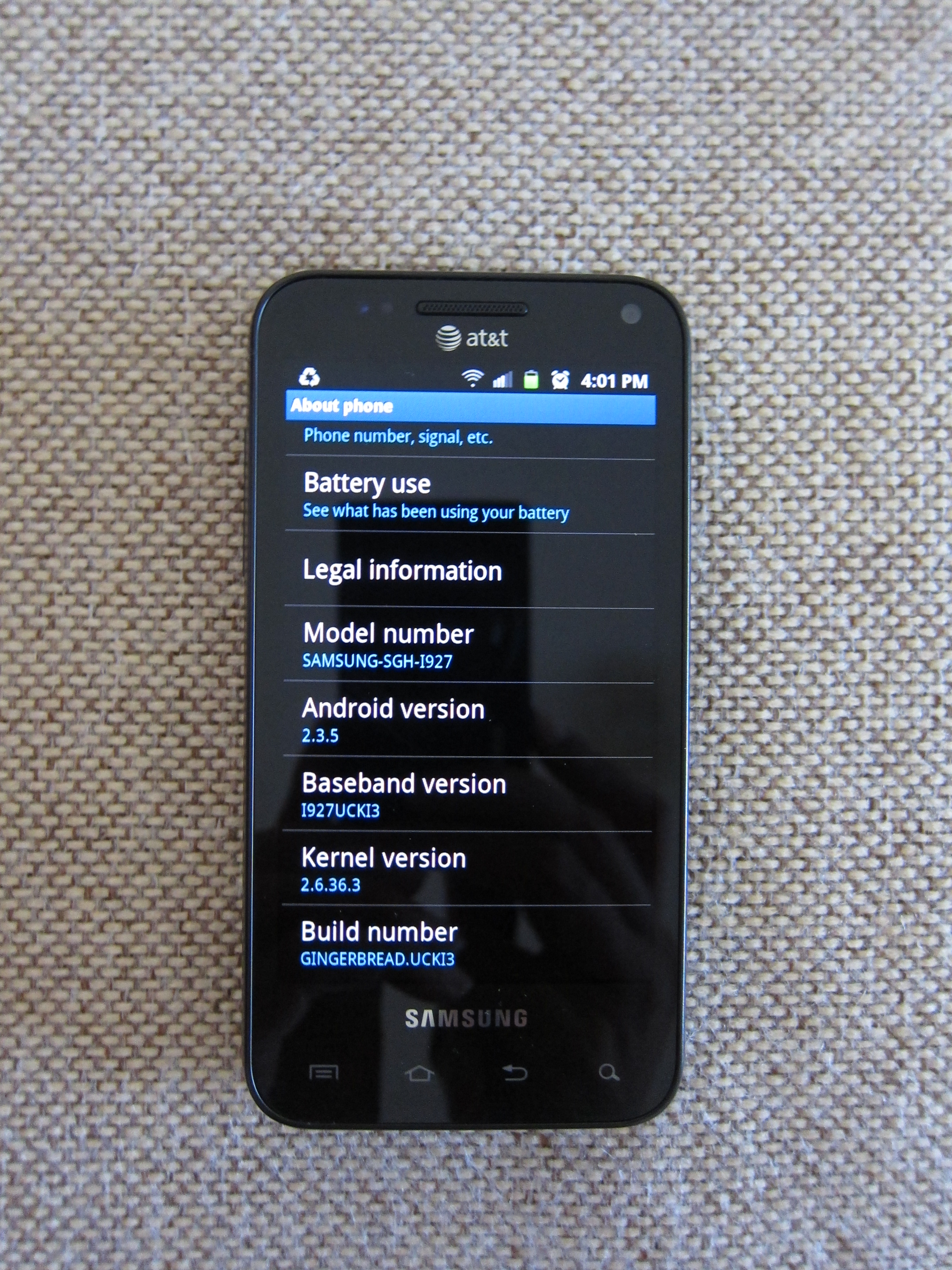
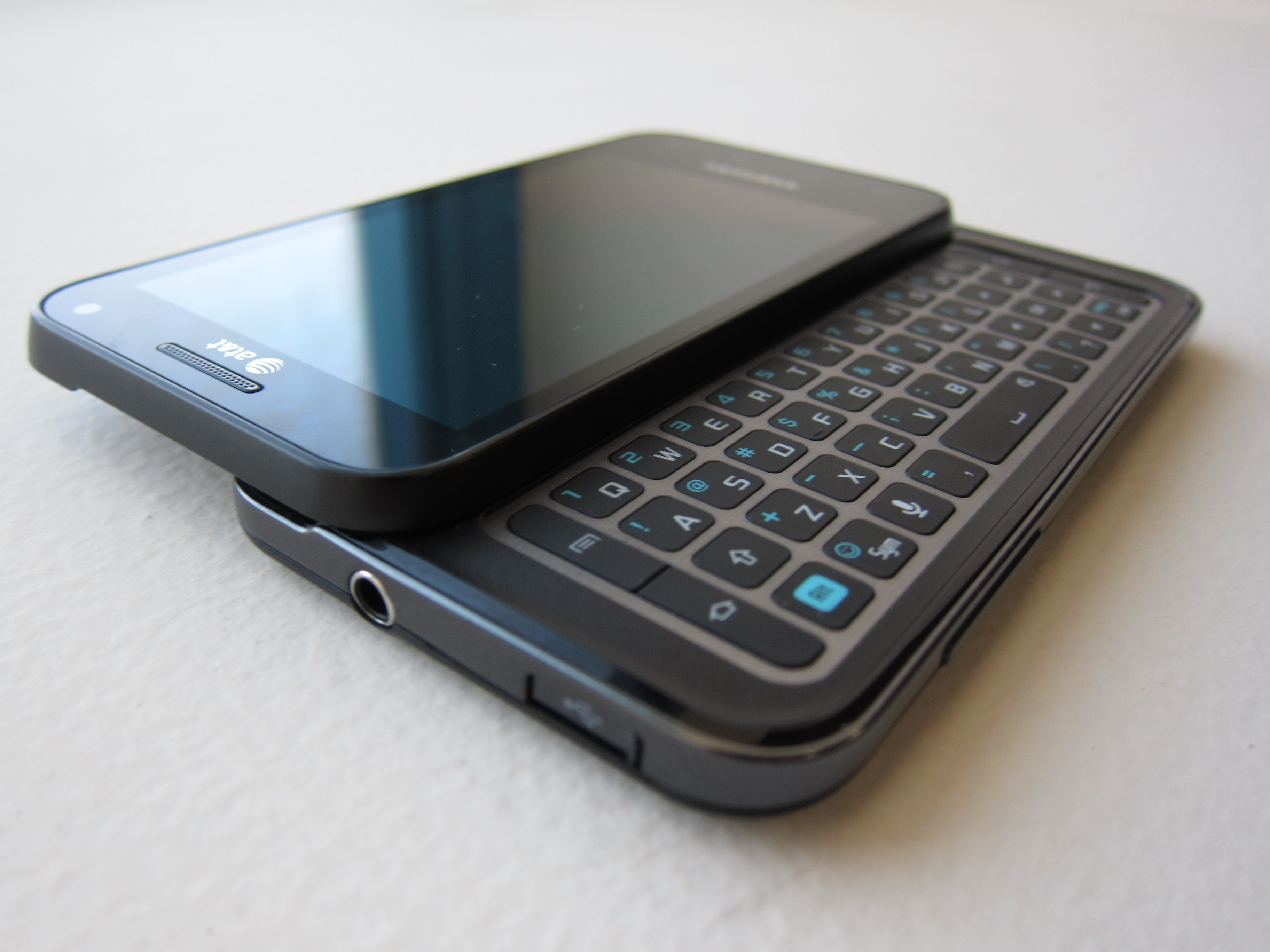
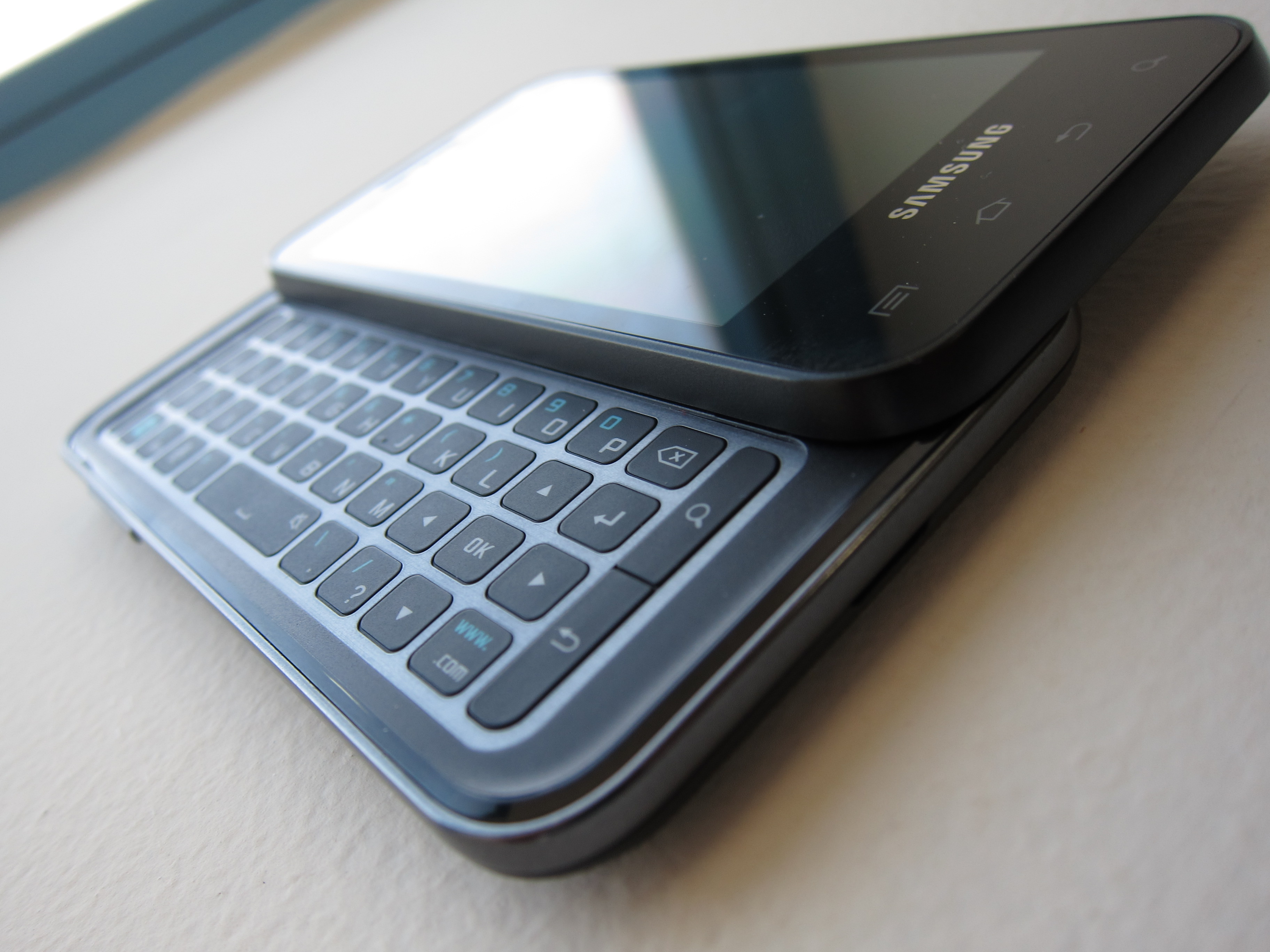
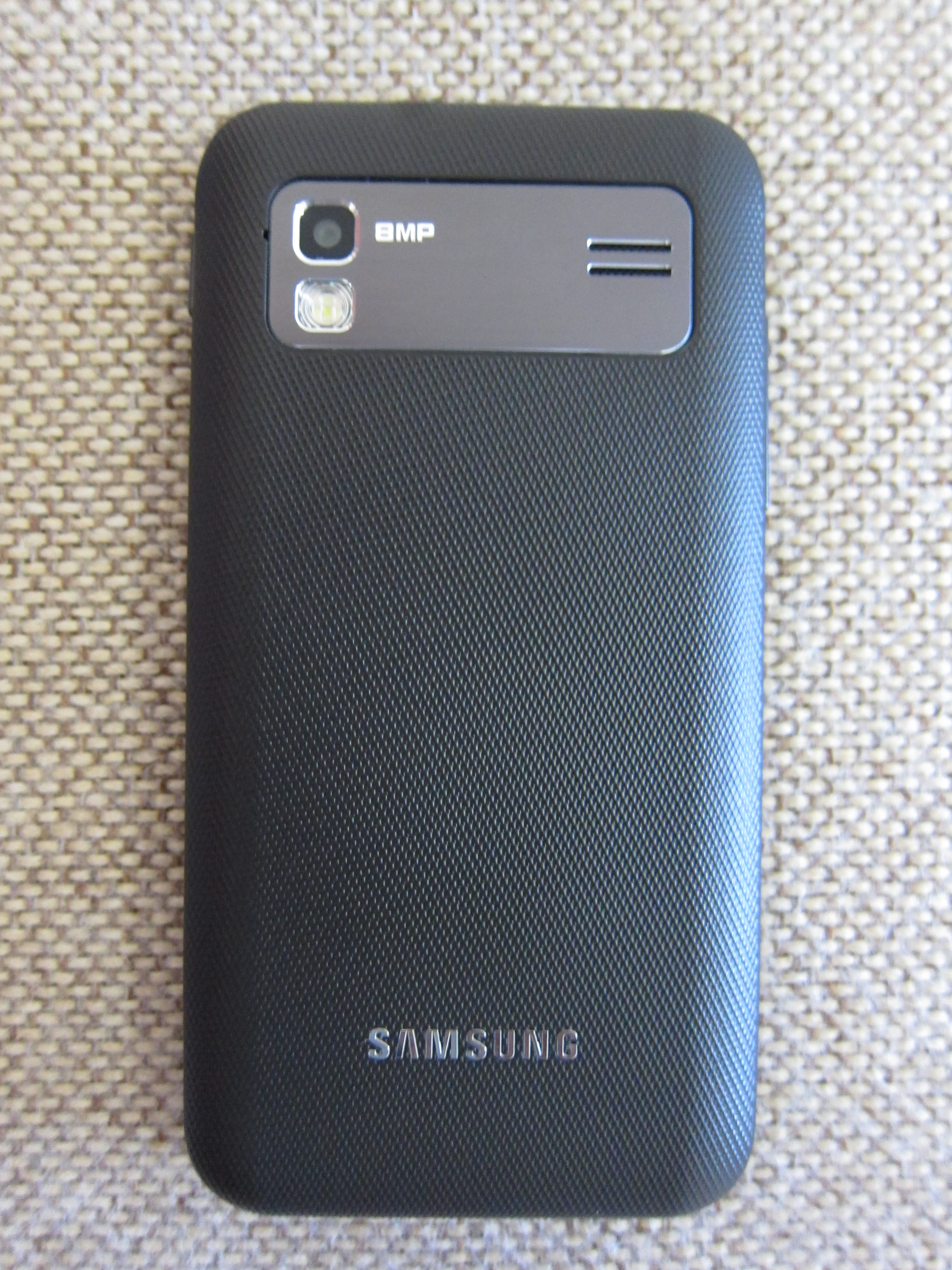
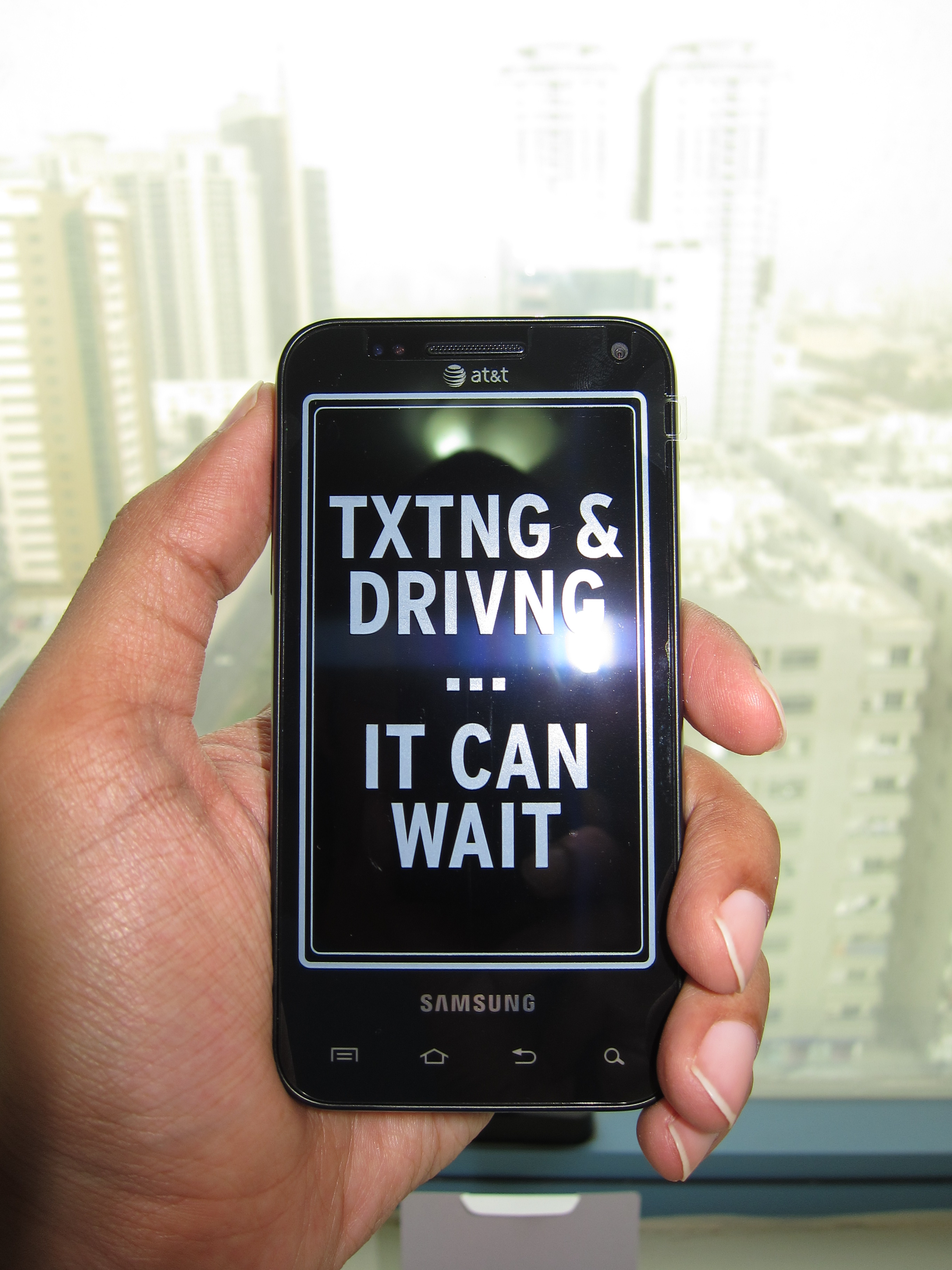